# Inger Hagerup
Inger Hagerup (ur. 14 kwietnia 1905 w Bergen, zm. 6 lutego 1985 we Fredrikstad) – norweska pisarka, dramatopisarka i poetka. Zaliczana do najwybitniejszych norweskich poetów dwudziestego wieku.

## Życiorys
Inger Johanne Halsør urodziła się w Bergen. Gdy miała 5 lat zmarł jej ojciec. Po kilku przeprowadzkach jej rodzina osiadła w Volda. W 1931 r. wyszła za Andersa Askevolda Hagerupa (1904–1979) tłumacza, nauczyciela i autora książek dla dzieci.
W 1939 r. opublikowała tomik wierszy Jeg gikk meg vill i skogene. Podczas niemieckiej okupacji Norwegii w czasie II wojny światowej razem z mężem współpracowała z ruchem oporu, początkowo w kraju, od 1943 r. ze Szwecji. Jest autorką 15 tomów wierszy (w tym dwóch dla dzieci), jednego dramatu, zbioru opowiadań i kilkunastu słuchowisk. Opublikowała też trzytomowe wspomnienia.
Dziećmi małżeństwa Hagerup są Klaus Hagerup i Helge Hagerup, również pisarze.